# Aaron Norris
Aaron Norris (Gardena, 23 de novembro de 1951) é um produtor de cinema, diretor e ator norte-americano. Ele é o irmão mais novo de Chuck Norris e de Clyde Wieland Norris. Durante a guerra do Vietnã, Aaron e seu irmão mais velho, Wieland, se alistaram no Exército dos Estados Unidos.

## Ator
| Ano  | Filme                | Papel                 | Nota                         |
| ---- | -------------------- | --------------------- | ---------------------------- |
| 1978 | Good Guys Wear Black | Al - The Black Tigers | Primeiro filme               |
| 1979 | A Force of One       | Anderson              |                              |
| 1980 | The Octagon          | Hatband               |                              |
| 1981 | Raider Stone         | Unknown               |                              |
| 1983 | Deadly Force         | Guarda                |                              |
| 1983 | Lone Wolf McQuade    | Punk                  |                              |
| 1996 | Overkill             | Jack Hazard           | Seu primeiro papel principal |
| 2005 | The Cutter           | Tony Maylam           | Último filme                 |

## Diretor
| Ano  | Filme                                   | Nota                                                        |
| ---- | --------------------------------------- | ----------------------------------------------------------- |
| 1988 | Platoon Leader                          | Estreia como diretor e primeiro filme que não estrela Chuck |
| 1989 | Braddock: Missing in Action III         | Com Chuck                                                   |
| 1990 | Delta Force 2: The Colombian Connection | Com Chuck                                                   |
| 1991 | The Hitman                              | Com Chuck                                                   |
| 1992 | Sidekicks                               | Com Chuck, mas como si mesmo                                |
| 1993 | Hellbound                               | Com Chuck                                                   |
| 1995 | Top Dog                                 | Com Chuck                                                   |
| 1996 | Forest Warrior                          | Com Chuck                                                   |
| 2005 | Trial By Fire                           | Com Chuck e filme de TV                                     |
| 2005 | The Cutter                              | Com Chuck                                                   |
| 2013 | The Novice                              | Com Chuck                                                   |